# True Legend
True Legend (cinese tradizionale: 蘇乞兒, cinese semplificato: 苏乞儿, pinyin: Sū Qǐ Ér, letteralmente: Vera Leggenda) è un film  del 2010 diretto da Yuen Wo Ping.
Si tratta di una pellicola di genere wuxia.

## Trama
Alla fine della dinastia Qing, l'eroe di guerra Su Chan fa uno spettacolare attacco alle forze nemiche prima di ritirarsi dalla vita militare e stare con la sua amata moglie e il figlio appena nato. Sei anni dopo, il vendicativo fratellastro Yuang ritorna irriconoscibile dalla guerra consumato dalle Arti Marziali Oscure e armato con i suoi Cinque Pugni Velenosi, colpisce e ferisce gravemente Su come vendetta per una lunga ed oscura storia di famiglia. Su e la moglie riescono a salvarsi a malapena, ma il loro figlio è ora prigioniero del sempre più psicopatico Yuang. Su si ritira in montagna con sua moglie, si batte tutti i giorni col dio del Wushu, con la promessa che sarà allenato da un misterioso maestro, una volta sconfitto il Dio. Si batte per un anno, tornando tutti i giorni a casa ferito. La moglie un giorno, sotto consiglio, col sospetto della pazzia di Su, lo segue, scoprendo che le sue battaglie erano "mentali". Lascia così il marito per andare a riprendesi il figlio. Viene catturata e Su interviene, dopo alcuni tafferugli si libera delle guardie di Yuang ed inizia la battaglia. Nel frattempo sua moglie è stata sotterrata viva dentro un forziere. Dopo aver sconfitto Yuang, trova la moglie, ormai morta.
Su e il figlio si trasferiscono in città, da mendicanti. Il figlio è affamato e Su è un ubriacone. Fra le varie vicissitudini si trovano in una locanda e Su viene riconosciuto e apprende l'arte marziale dell'ubriaco mentre cerca di procurarsi del vino. Si ritrova in una arena di combattimento, prima da spettatore "assente" poi da protagonista, intervenendo nel salvataggio del figlio. Combatterà con una serie di lottatori occidentali, tra i quali Elder Scot Brother, che sarà il più duro da sconfiggere. Tuttavia ne uscirà vincitore, guadagnando 100 monete d'argento.